# Geitelde
Geitelde è una frazione (Ortsteil) della città di Braunschweig, nel land della Bassa Sassonia.

## Storia
Già comune autonomo nel circondario di Wolfenbüttel, fu incorporato a Braunschweig il 1º marzo 1974.